# Doblhoffgasse

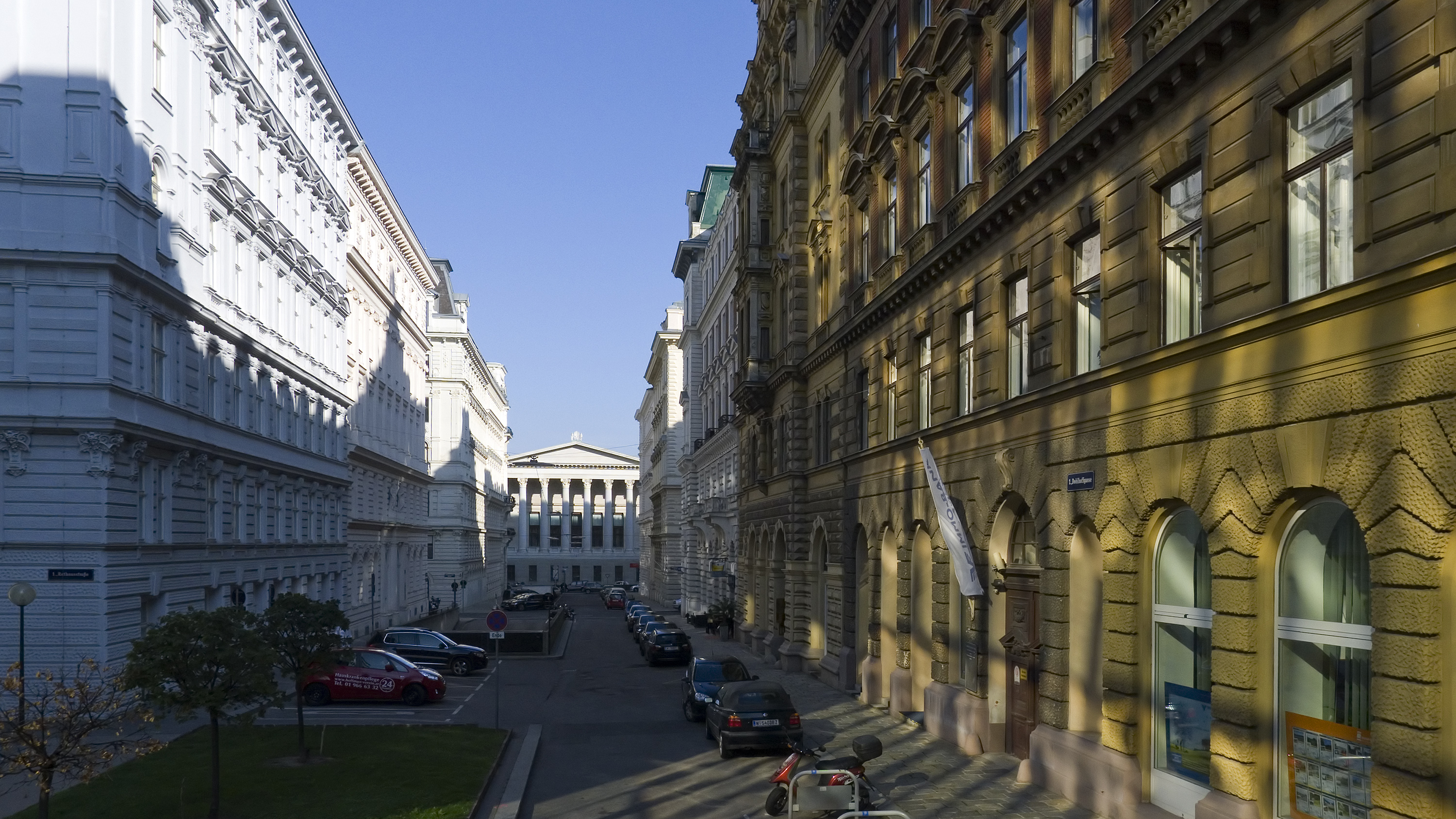
Die Doblhoffgasse bei der Kreuzung Rathausstraße

Die Doblhoffgasse befindet sich im 1. Wiener Gemeindebezirk Innere Stadt. Sie wurde 1873 nach dem Politiker Anton von Doblhoff-Dier benannt.

## Geschichte
Das Gebiet, auf dem sich heute die Doblhoffgasse befindet, war ursprünglich Teil des unbebauten Glacis vor den Wiener Stadtmauern. Im 19. Jahrhundert lag hier bis 1870 der Parade- und Exerzierplatz. Dann fasste man den Beschluss das freie Gelände zu verbauen und hier rund um das neue Wiener Rathaus das Rathausviertel anzulegen. Im Zuge dieser Planungen wurde 1873 die Doblhoffgasse geschaffen.

## Lage und Charakteristik

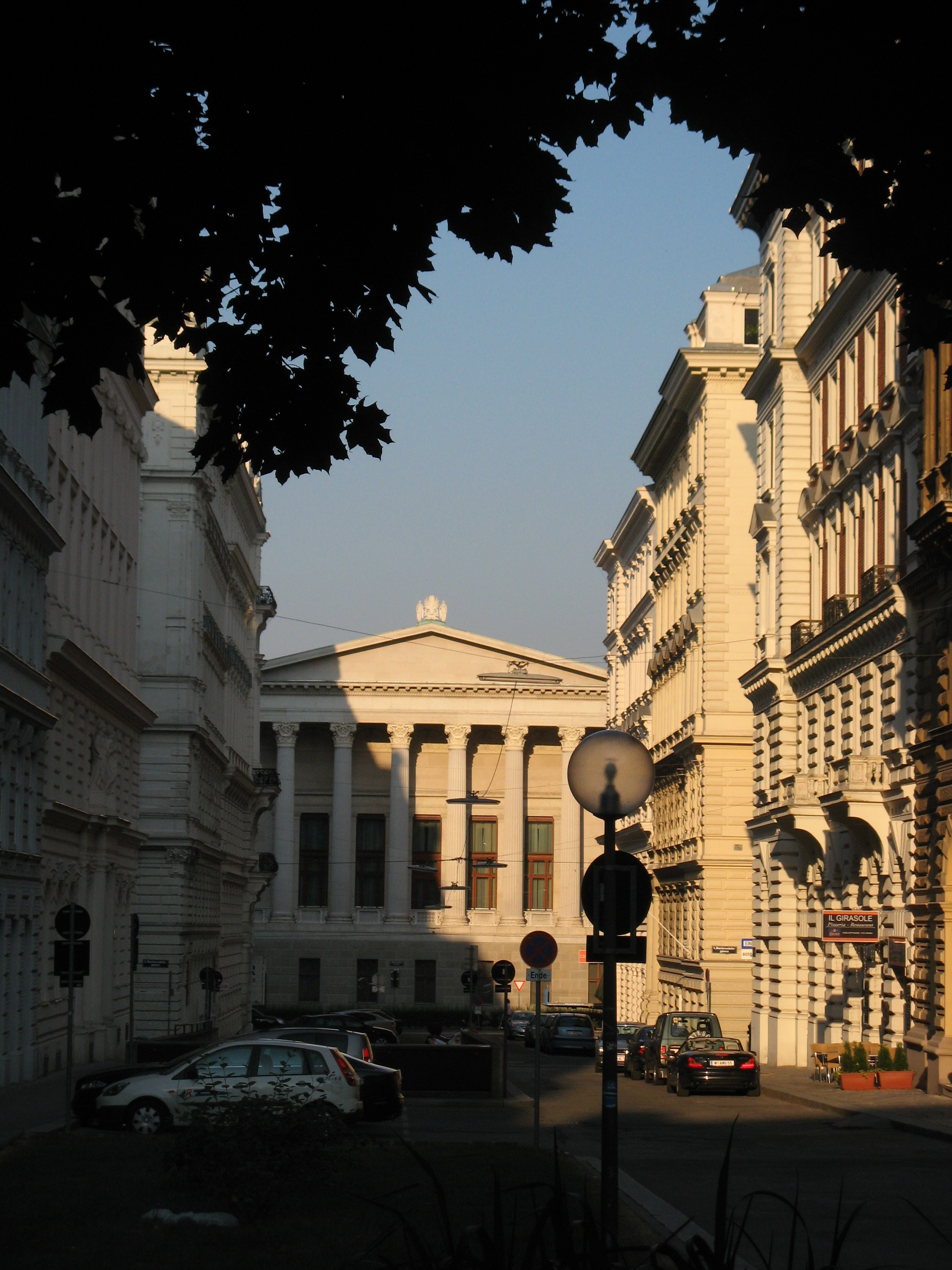
Doblhoffgasse mit Parlament im Hintergrund

Die Doblhoffgasse verläuft von der Reichsratsstraße hinter dem Parlament im Osten bis zur Auerspergstraße im Westen. Sie ist ab der Bartensteingasse eine Sackgasse, ab der Rathausstraße Fußgängerzone, sodass sie nur mit dem Fahrrad durchgehend befahrbar ist. Zwischen Bartensteingasse und Rathausstraße liegt die Zufahrt zu einer unterirdischen Parkgarage. Abgesehen vom Amtshaus Nummer 10 ist die Verbauung einheitlich späthistoristisch.

## Gebäude

### Nummer 2
Der Seiteneingang des Arkadenhauses Reichsratsstraße 7–9, 1883–84 von Franz von Neumann im späthistoristischen Stil erbaut.

### Nummer 3
Das Eckhaus zur Bartensteingasse (Nr. 6) wurde 1874–1875 von Wilhelm Stiassny errichtet. Das strenghistoristische Gebäude weist die Formen der Wiener Neorenaissance auf. Die Fassade ist durch einen Eckrisalit betont. Die pilastergegliederte Einfahrt weist Groteskenmalerei und Spandrillenfiguren auf.
Im Gebäude hat der Hauptverband der allgemein beeideten und gerichtlich zertifizierten Sachverständigen seinen Sitz.

### Nummer 5–9
Der bedeutende Baublock (auch als Bartensteinblock bekannt) wurde 1873–1874 von Josef Hudetz und Moritz Hinträger errichtet. Beachtenswert ist das Gebäude Doblhoffgasse 7, das sich von den übrigen Bauwerken abhebt, weil es das älteste Beispiel in der Wiener Architektur mit altdeutschen Formen ist. Es besitzt einen Erker und einen Attikagiebel, die Einfahrt gesprengte Segmentgiebel. Der freistehende Häuserblock liegt an der Bartensteingasse 1–5.
Im Haus Nummer 5 befindet sich die Botschaft von Georgien.

### Nummer 6

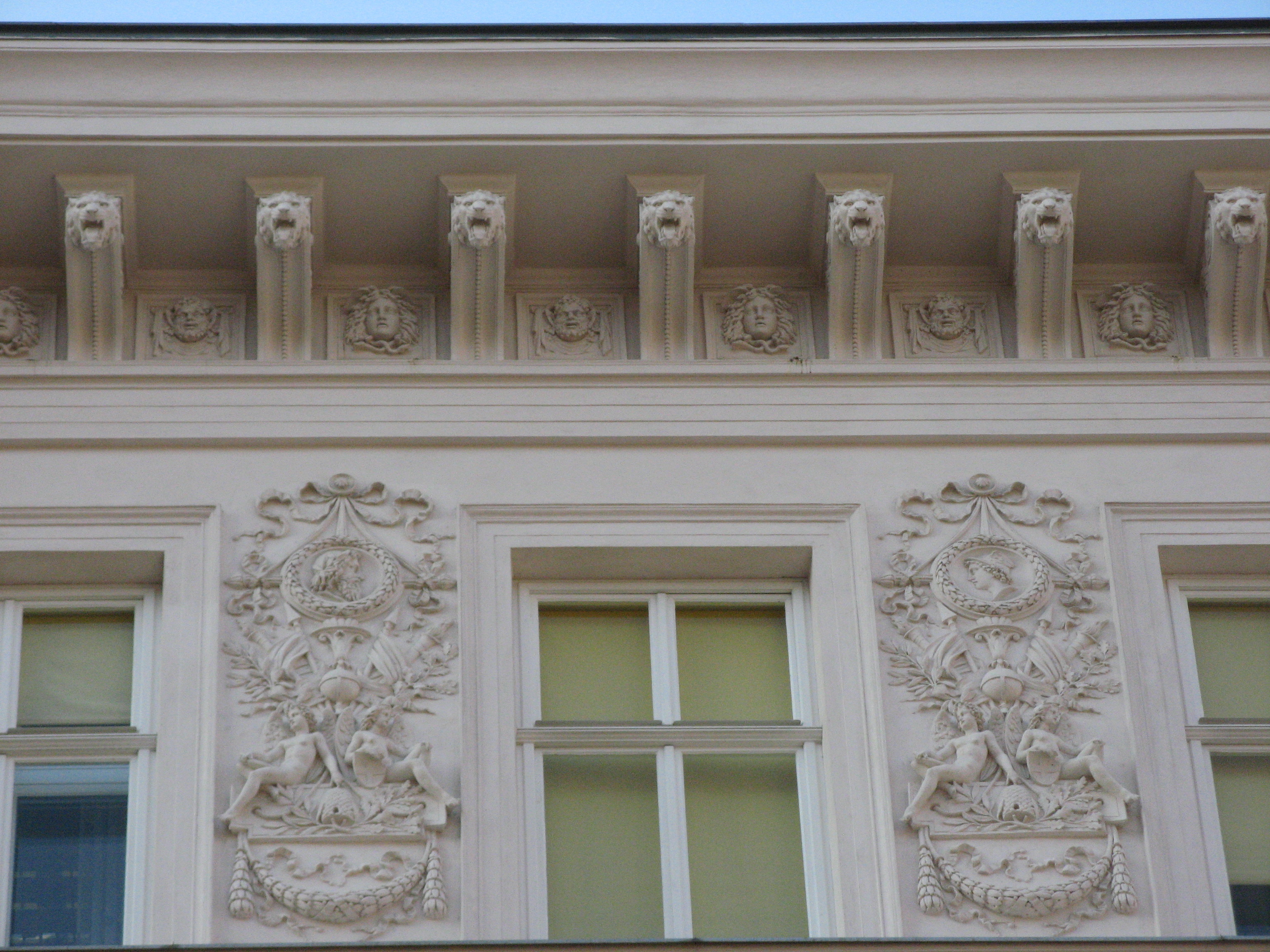
Dekorierte Attikazone des Hauses Doblhoffgasse 6 (1877)

Das strenghistoristische Eckhaus, das 1877 von Hörner & Dantine errichtet wurde, war ursprünglich eine Mädchenschule. Seine Fassade zeigt ionische Riesenpilaster und 2 Pilasterportale mit weiblichen Statuen. Im Erdgeschoß befinden sich puttenbesetzte Schlusssteine. Heute ist das Gebäude Sitz von Stadt Wien – Wiener Wohnen.

### Nummer 10

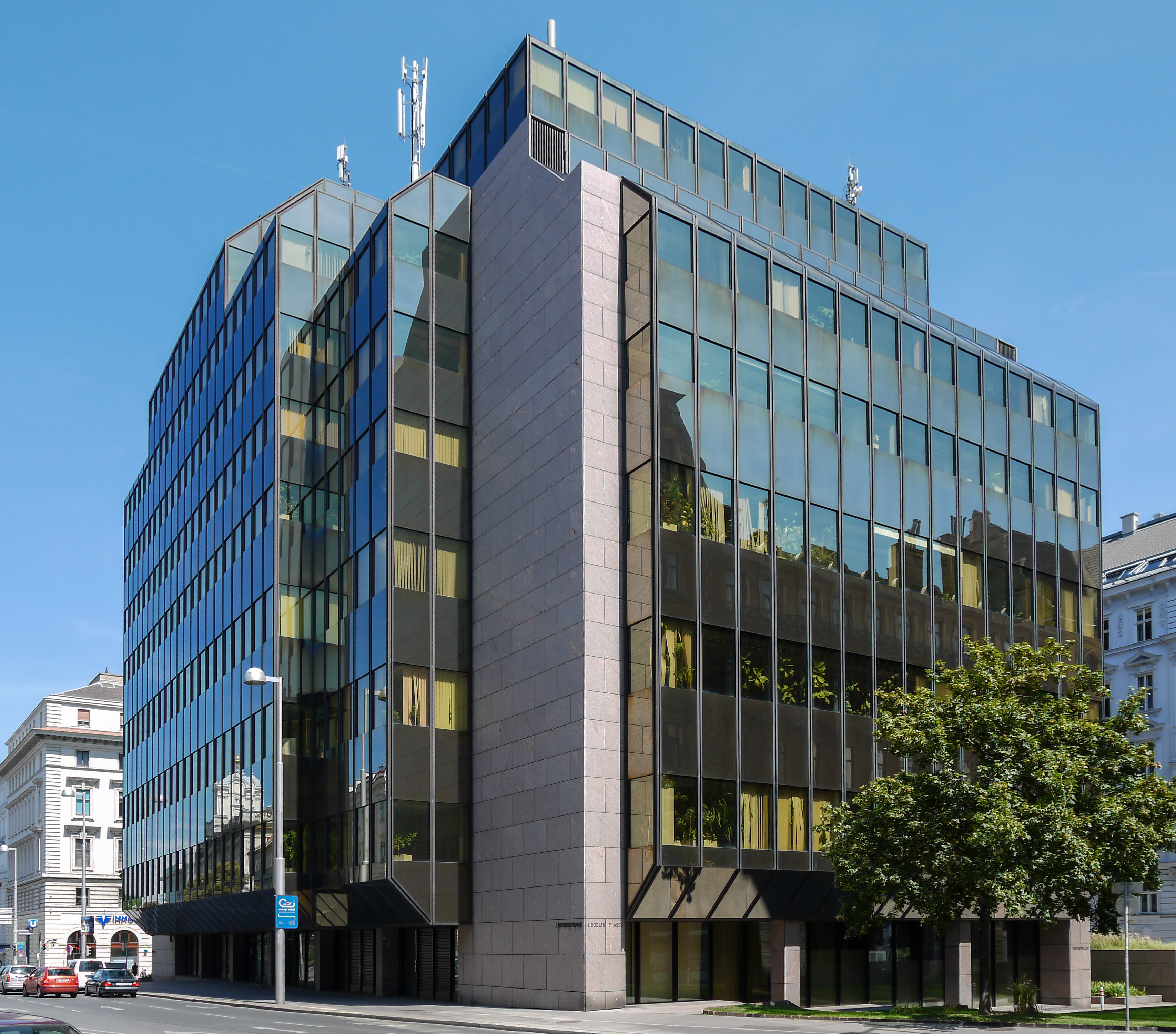
Das ehemalige Rechenzentrum Doblhoffgasse 10

Das moderne Amtshaus und Rechenzentrum der Stadt Wien wurde 1976–1980 von Harry Glück, Werner Höfer und Tadeusz Spychała in Stahlbetonbauweise mit Glasfassade errichtet. Es liegt an der Rathausstraße 1. Bis 2013 beherbergte es das Rechenzentrum der Stadt Wien. Das Gebäude soll abgerissen und 2015 durch einen Neubau ersetzt werden.